# Gadoni
Gadoni – miejscowość i gmina we Włoszech, w regionie Sardynia, w prowincji Nuoro. Graniczy z Aritzo, Laconi, Seulo i Villanova Tulo.
Według danych na rok 2004 gminę zamieszkiwało 985 osób, 22,9 os./km².